# انتخابات الرئاسة الصينية 2023
جرت الانتخابات الرئاسية لجمهورية الصين الشعبية لعام 2023 في 10 مارس، حيث اُنتُخِب شي جين بينغ رئيسًا لجمهورية الصين الشعبية بالإجماع في المؤتمر الوطني مجلس الشعب الصيني لمدة 5 سنوات لتكون الفترة الرئاسية الثالثة علي التوالي لشي.

## الأصوات
حصل شي على 2952 صوتا بالإجماع من قبل مجلس الشعب الصيني بنسبة تصويت 100%. وذلك بعد تعديل البرلمان للدستور الصيني والذي كان يحدد بقاء الرئيس في منصبه لولايتين إذ ألغى البرلمان تحديد فترات بقاء رئيس البلاد في السلطة في مارس 2018.